# SS Tczew
S/s Tczew, eks Jung – polski masowiec zbudowany w 1924 roku w stoczni NV Scheepswerfen v/h H. Bodewes w Millingen (Holandia). Statek miał silnik parowy o mocy 600 KM, co pozwalało mu rozwijać prędkość 10 węzłów; posiadał 2 ładownie.
Zakupiony przez Żeglugę Polską w Holandii w listopadzie 1927 roku przybył do Gdyni 7 grudnia. Pływał jako tramp w żegludze małej.
Zdobył rozgłos dryfowaniem w lodach w dniach od 4 lutego do 15 marca 1929 roku na wodach zatok Kilońskiej i Meklemburskiej. Utknął w lodach, wraz z grupą innych statków, tuż za Bornholmem. 8 lutego nadeszły dwa pancerniki niemieckie – „Schleswig-Holstein” i „Elsaß” – i skruszyły lód tak, że uwięzione statki mogły bezpiecznie udać się w dalszą drogę. Powolny "Tczew" ponownie utknął w lodach zaledwie 10 mil od Kilonii. 9 lutego pole lodowe ruszyło na zachód i oparło się o brzeg całkowicie unieruchamiając statek. Pojawiły się pierwsze pęknięcia i wgniecenia kadłuba, a na dodatek załodze zaczął doskwierać głód. W tej sytuacji sześciu marynarzy zeszło ze statku i powędrowało do odległej o 4 mile wioski, gdzie kupili zapasy żywności. W 3 dni później wyprawę chciano ponowić, ale pole lodowe zasypał grubą warstwą śnieg uniemożliwiając marsz. Polscy marynarze, nie mając radiostacji, zaczęli z wysypywanego na lód węgla układać napisy będące sygnałami dla niemieckich ratowników, którzy z samolotów obserwowali uwięzione statki: pomysł Polaków został potem zastosowany na polecenie niemieckich ratowników przez inne jednostki. Dowódcą statku podczas tego rejsu był kpt. Karol Ryncki.
Z pomocą uwięzionym statkom przyszły niemieckie samoloty dokonując zrzutów zaopatrzenia, co na kilka dni poprawiło sytuację, ale wkrótce nadeszła mgła, a zachodni wiatr jął spychać pole lodowe na otwarty Bałtyk. Dopiero tam, po prawie sześciu tygodniach, odnalazł polski statek pancernik „Elsaß” i utorował mu drogę. w 12 godzin później "Tczew" był już w Kilonii.
Od kwietnia 1930 r. obsługiwał, razem ze statkiem "Chorzów", pierwszą polską linię regularną Gdynia/Gdańsk–Lipawa–Ryga–Tallinn–Helsinki. Później pływał w trampingu lub na różnych liniach regularnych w żegludze małej, m.in. do Hamburga i zachodniej Finlandii.
Zatonął 5 grudnia 1938 roku w porcie gdańskim (w basenie Westerplatte na skutek utraty stateczności podczas załadunku blachy - przewrócił się przy nabrzeżu. Statek już wcześniej znany był jako dotknięty nie najlepszą statecznością. Podczas zatonięcia zginęło 2 członków załogi – asystent maszynowy i palacz. Izba Morska uznała, że przyczyną wypadku były błędne decyzje kapitana, kmdr. w st. sp. Antoniego Wąsowicza i pozbawiła go prawa dowodzenia statkami (po wypadku pracował on jako pilot portowy, gdyż zakaz, związany z błędami popełnionymi przy załadunku, nie obejmował takiej służby). Po podniesieniu z dna (27 grudnia) statek znalazł się w stoczni w Gdyni, gdzie przed ukończeniem remontu, we wrześniu 1939 r., wpadł w ręce niemieckie.
Prawdopodobnie został uruchomiony jako "Dirschau" (niemiecka nazwa Tczewa). Zatonął na skutek działań wojennych na Bałtyku. Bliższych danych brak.

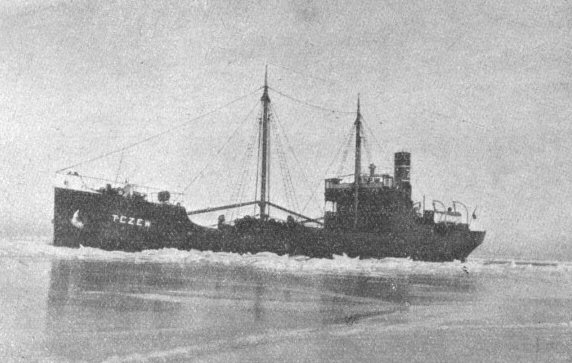
"Tczew" po raz pierwszy w lodach 4 lutego 1929
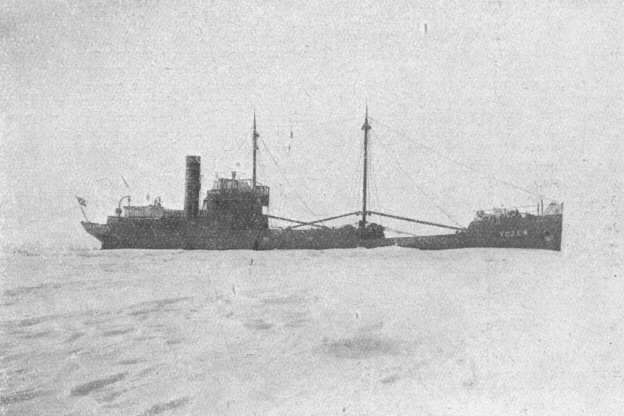
"Tczew" w lodach w Zatoce Kilońskiej
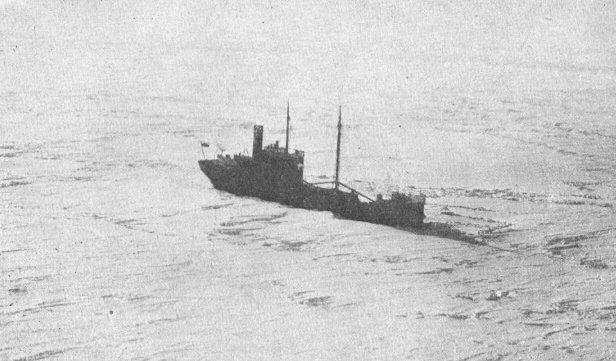
"Tczew" w lodach - luty/marzec 1929